# Observatorio de Medio Ambiente Urbano

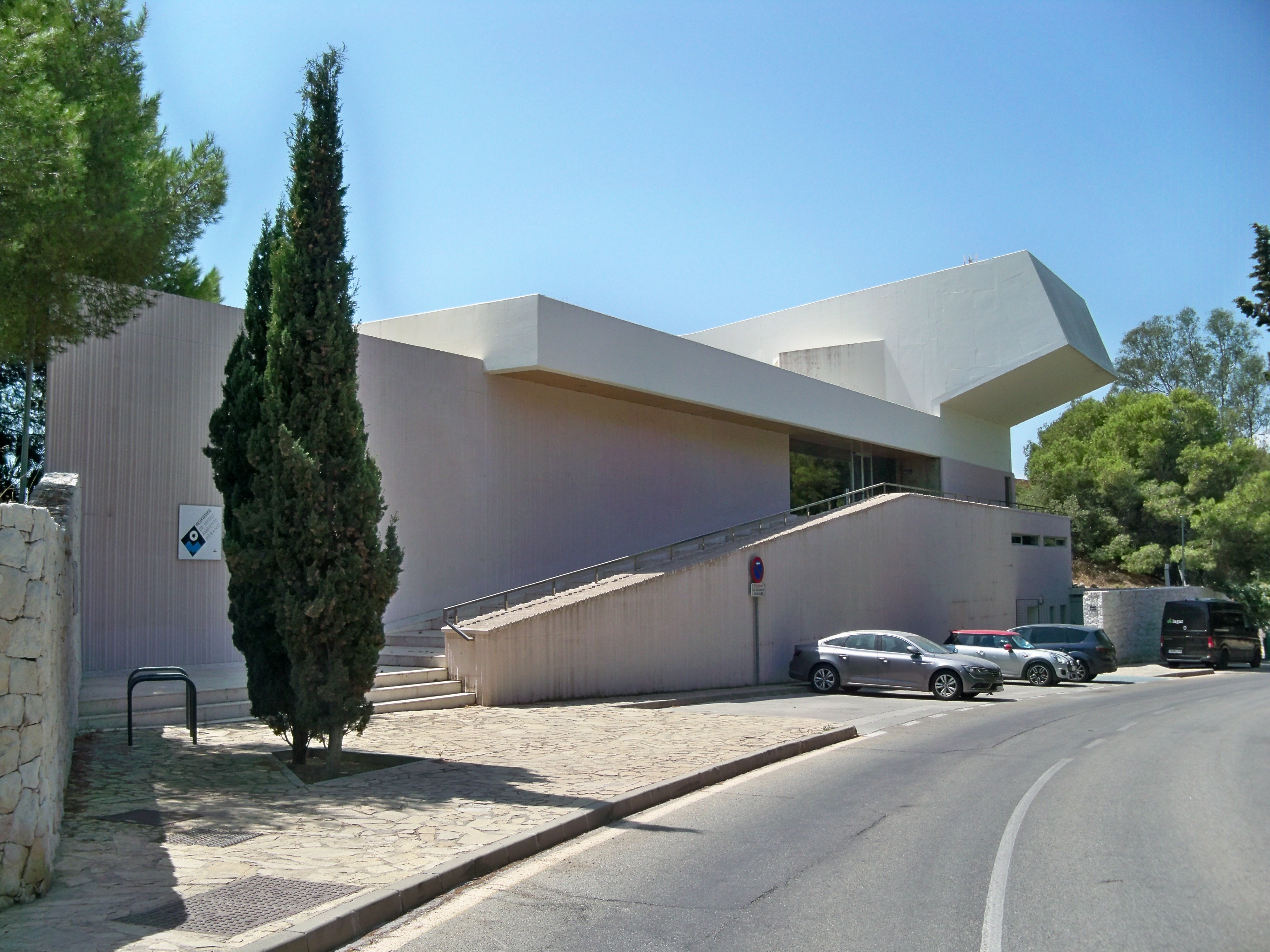
Vista del edificio sede del Observatorio de Medio Ambiente Urbano del Ayuntamiento de Málaga.

El Observatorio de Medio Ambiente Urbano (OMAU) es un observatorio de sostenibilidad situado en la ciudad de Málaga (España).
Desarrolla su labor en el campo del medio urbano, especialmente en las siguientes áreas:
- El territorio y la configuración de la ciudad.
- La gestión de los recursos naturales.
- La cohesión social y el desarrollo económico.
- El gobierno de la ciudad y la participación ciudadana.

El edificio se encuentra situado en lo alto de una cornisa entre el Mar Mediterráneo y el Parque de El Morlaco, en el distrito Este. De estilo moderno, tiene 981 m² de superficie y está orientado sur/norte, de manera que suponga un mínimo gasto energético. Además incorpora tecnología sostenible que lo convierten en un edificio bioclimático.